# Wawis
Wawis (gr. Βάβης) – nieznany z imienia grecki strzelec, który wziął udział w Letnich Igrzyskach Olimpijskich 1896 (Ateny).
Na igrzyskach startował tylko w konkurencji pistoletu wojskowego (odległość – 25 m); jego wynik jest jednak nieznany.